# Nekemte
Nekemte este un oraș din Etiopia, în care se află Universitatea Wollega din 2007.